# Vlag van Appelscha

Vlag van Appelscha

De vlag van Appelscha is de dorpsvlag van het Nederlandse dorp Appelscha, in de Friese gemeente Ooststellingwerf. De vlag werd in 1977 aangenomen en in 1980 geregistreerd. Het ontwerp van de vlag is van de hand van de heer Piet Bultsma.

## Beschrijving
De beschrijving van de vlag is als volgt:
Drie even hoge banen van rood en wit, op de witte baan drie liggende rechthoekige blokken; een gele broekdriehoek met een groen klavertje erop.
De kleuren zijn afkomstig van het dorpswapen.

## Symboliek
- Gele driehoek: beeldt zowel de plaatselijke Bosberg uit als de zandgrond waar het dorp op gesticht is.[3]
- Klaverblad: staat mede voor de bosrijke omgeving van het dorp die veel toeristen trekt.[3]
- Witte balk: symbool voor de Opsterlandse Compagnonsvaart.[3]
- Drie turven: staan voor de vervening rond het dorp.[3]

## Zie ook

Wapen van Appelscha